# دوبل تري
دوبل تري (بالإنجليزية: DoubleTree)‏ هي سلسلة فنادق أمريكية، تأسست في 1969. وهي جزء من هيلتون العالمية. معظم فنادق دوبل تري مستقلة الملكية، وتشغلها عن طريق الامتياز، ولكن بعض تلك الفنادق مملوكة أو تديرها هيلتون العالمية.

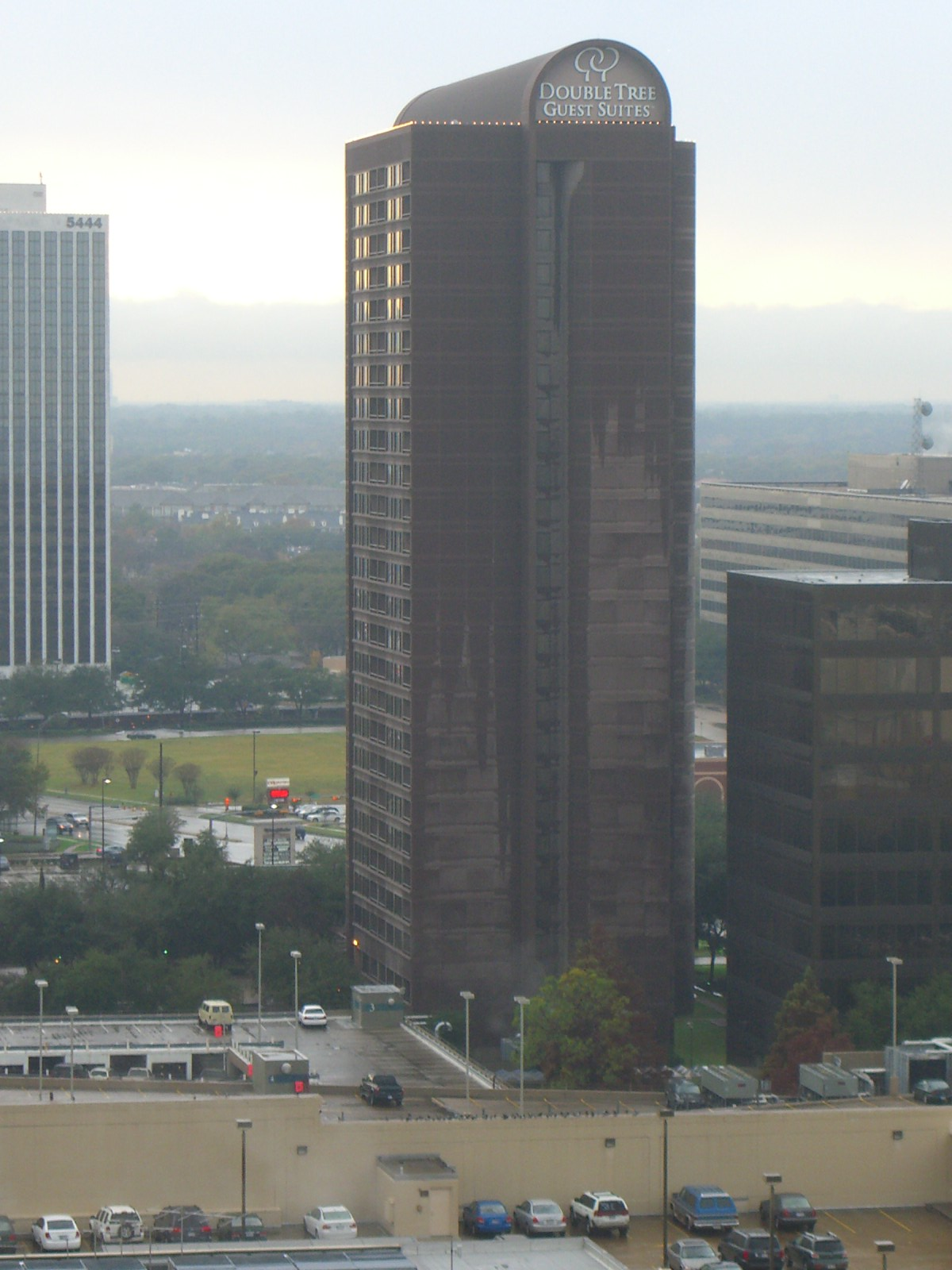
فندق دوبل تري في أبتاون هيوستن، هيوستن

## وصلات خارجية
- الموقع الإلكتروني